# Нада Топчагић
Нада Топчагић (Таревци код Модриче, 3. јул 1953) јесте српска певачица. Једна је од најтиражнијих женских извођача народне музике у Југославији.

## Биографија
Свој први хит сингл На Дрини ћуприја издала је 1975. Први албум издала је 1980. године. Снимила је четрнаест албума. Неки од њених највећих хитова су песме Михајло Мики Мики, Јутро је, Треба ми твоје раме, Мали господин, Чудна јада од Мостара града, Од викенда до викенда, Због тебе, због тебе, Извини душо, извини, Пожури љубави, Псујем те животе, О теби се шапуће, Опет се заљубљујем у тебе и многе друге.

## Дискографија
- На Дрини ћуприја  (1975)
- Постоји само један човјек (1976)
- Заклањаш ми сунце (1977)
- Ја сам жена двадесетог века (1978)
- Добродошао у мој живот  (1979)
- Живот је леп док си млад (1979)
- Ја не жалим очи своје (1980)
- Ја сам твоја и ничија више (1981)
- Треба ми раме твоје (1982) — више од 12.500 примерака
- Помози ми  (1983)
- Зовем те зовем (1984) — више од 12.500 примерака
- Желим те желим (1985) — више од 50.000 примерака
- Нежно нежније (1987) — више од 100.000 примерака
- На срцу ми лежиш (1988) — више од 50.000 примерака
- Волела сам (1989) — више од 50.000 примерака
- Коју игру играш (1990) — више од 50.000 примерака
- Судба сиротана (1992)
- Љубоморна сам  (1995)
- Слободна жена  (1996)
- Ти ниси ништа крив (1997)
- Добро јутро пијанице (1998)
- Сањала сам (2001)
- Од викенда до викенда (2004)
- Највећи хитови (2008)
- Ломио ме овај живот (2020)[3]

## Фестивали
- 1977. Хит лета — Заклањаш ми сунце
- 1978. Хит парада — Немој, немој љубави да нас ситница растави
- 1979. Хит парада — Добро дош'о у мој живот
- 1981. Хит парада — Тако ми имена / Чекаћу те до старости мили
- 1982. Хит парада — Треба ми раме твоје
- 1983. Хит парада — Одлучи се
- 1984. Хит парада — Сиротан
- 1984. МЕСАМ — Зовем те, зовем
- 1986. Хит парада — Извини душо, извини
- 1986. Посело године 202 — Извини душо, извини
- 1987. Хит парада — Разбиј још једну чашу
- 1988. Вогошћа, Сарајево — Узалуд се трудиш
- 1989. Хит парада — Волела сам колико сам могла
- 1989. МЕСАМ — Луда главо
- 1991. Посело године 202 — Коју игру играш / Јутро је
- 1992. Хит парада — Јутро је

## Филмографија
- Сок од шљива (1981)
- Камионџије 2 (1984)
- Супермаркет (1984)
- Секула и његове жене (1986)
- Боље од бекства (1993)

### Песме из филмова
- Ој зумбуле, зумбуле (Камионџије 2, 1984)